# Кулак (озеро)
Кула́к (каз. Құлақ) — заплавне озеро на території Казахстану.
Озеро розташоване по лівому березі річки Каратентек, правому рукаві Великої Хобди.
Береги озера заросли очеретом.